# Kenneth Stuart

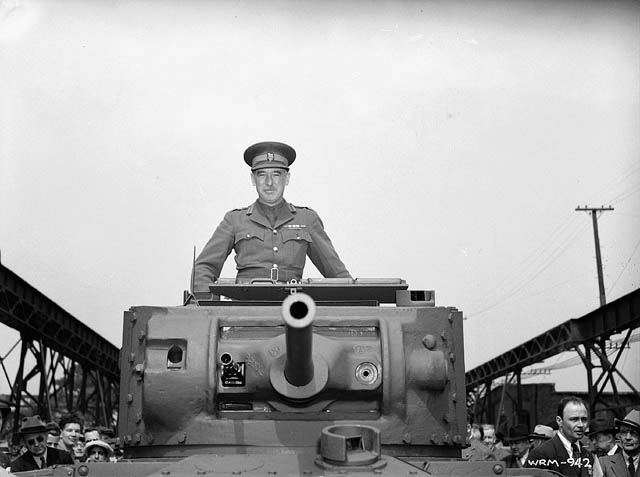
Brigadegeneral Kenneth Stuart auf einem Valentine-Panzer (27. Mai 1941)

Kenneth Stuart, CB, DSO, MC (* 9. September 1891 in Trois-Rivières, Québec; † 13. November 1945 in Ottawa, Ontario) war ein kanadischer Offizier, der zuletzt als Generalleutnant zwischen 1943 und 1944 Chef des Stabes des Militärischen Hauptquartiers im Vereinigten Königreich war.

## Leben
Kenneth Stuart, Sohn von Reverend H. C. Stuart und dessen Ehefrau Annie M. Colston, absolvierte nach dem Besuch der Bishop’s College School in Sherbrooke zwischen 1908 und 1911 eine Offiziersausbildung am Royal Military College of Canada in Kingston. Er nahm als Angehöriger der Canadian Military Engineers zwischen 1915 und 1918 am Ersten Weltkrieg teil und wurde für seine militärischen Verdienste 1917 mit dem Military Cross (MC) sowie 1919 mit dem Distinguished Service Order (DSO) ausgezeichnet. Nach Kriegsende war er zwischen dem 25. Mai 1919 und dem 31. Mai 1920 kommissarischer Leitender Ingenieur im 13. Militärbezirk sowie anschließend vom 1. Juni 1920 bis zum 25. November 1925 Bezirksingenieur des 5. Militärbezirks, ehe er zwischen dem 25. Januar 1928 und dem 30. September 1929 Bezirksingenieur des 11. Militärbezirks. Danach fungierte er vom 1. Oktober 1929 bis zum 31. Dezember 1933 als Assistierender Direktor des Militärischen Nachrichtendienstes und erhielt in dieser Verwendung am 22. Juni 1931 den Brevet-Rang eines Oberstleutnant. Danach war er zwischen dem 1. Januar 1934 und dem 31. August 1937 selbst als Instrukteur am Royal Military College of Canada und erhielt als solcher am 1. Juli 1936 auch seine Beförderung zum Oberstleutnant. Am 1. September 1937 übernahm er eine Professur für Taktik am Royal Military College of Canada und lehrte dort bis zum 11. Dezember 1938. Er fungierte danach zwischen dem 12. Dezember 1938 und dem 14. Oktober 1939 als Direktor für Militärische Operationen und Nachrichtendienste im Nationalen Verteidigungshauptquartier (National Defence Headquarters)
Am 15. Oktober 1939 wurde Stuart zum Oberst befördert und erhielt zudem den kommissarischen Rang eines Brigadegenerals (Temporary Brigadier). Daraufhin löste er am 15. Oktober 1939 Generalmajor Halfdan Hertzberg als Kommandant des Royal Military College of Canada ab und bekleidete diese Funktion bis März 1940, woraufhin Generalmajor Henry Crerar seine Nachfolge antrat. Er selbst war daraufhin zwischen dem 6. Juli 1940 und dem 12. März 1941 zunächst stellvertretender Chef des Generalstabes (Deputy Chief of the General Staff) sowie im Anschluss vom 13. März bis zum 23. Dezember 1941 Vize-Chef des Generalstabes (Vice Chief of the General Staff) im Militärischen Hauptquartier. In dieser Zeit wurde er am 19. November 1941 zum Generalmajor befördert. Am 24. Dezember 1941 löste er Generalleutnant Henry Crerar als Chef des Generalstabes im Militärischen Hauptquartier (Chief of the General Staff, National Defence Headquarters) ab. Er hatte diesen Posten bis zum 26. Dezember 1943 inne und wurde daraufhin von Generalmajor John Carl Murchie abgelöst. Für seine Verdienste wurde er 1943 Companion des Order of the Bath (CB).
Kenneth Stuart wurde am 10. Dezember 1943 zum Generalleutnant befördert. Kurz darauf wurde er am 27. Oktober 1943 als Nachfolger von Generalleutnant Andrew McNaughton kommissarischer Kommandierender General (Acting General Officer Commanding) der im Vereinigten Königreich stationierten Ersten Kanadischen Armee (First Canadian Army) und verblieb bis zu seiner abermaligen Ablösung durch Generalleutnant Henry Crerar am 19. März 1944 auf diesem Posten. Zugleich fungierte er als Nachfolger von Generalleutnant Percival John Montague zwischen dem 27. Oktober 1943 und dem 11. November 1944 auch als Chef des Stabes des Militärischen Hauptquartiers im Vereinigten Königreich (Chief of Staff, Canadian Military Headquarters).
Aus seiner 1916 geschlossenen Ehe mit Marguerite Dorothy Bauld ging ein Kind hervor.